# کنراد ایکین
کنراد پاتر ایکین (انگلیسی: Conrad Aiken; ۵ اوت ۱۸۸۹ – ۱۷ اوت ۱۹۷۳) یک نویسنده، و شاعر اهل ایالات متحده آمریکا بود.